# Vùng đô thị Santiago
Vùng đô thị thủ đô Santiago (tiếng Tây Ban Nha: Región Metropolitana de Santiago) là một trong những đơn vị hành chính thứ 15 của Chile, giáp biên giới với tỉnh Mendoza của Argentina. Đây là khu vực hành chính không giáp biển duy nhất của đất nước và có thủ đô quốc gia, Santiago. Hầu hết các trung tâm thương mại và hành chính được tọa lạc tại khu vực, trong đó có sân bay quốc tế chính của Chile, sân bay quốc tế Comodoro Arturo Merino Benítez.
Với diện tích 15,403.2 km2 và dân số hơn 6 triệu người, nó là vùng nhỏ nhất của Chile theo diện tích, là vùng có dân số đông nhất. Đây cũng là vùng duy nhất của quốc gia này không có một định danh chữ số La Mã.